# Fließformel
Fließformeln dienen zur überschlägigen Berechnung der mittleren Geschwindigkeit einer Strömung. Dabei wird zwischen offenen Gerinnen und Rohren mit Freispiegel- oder Druckabfluss unterschieden. Die Formeln hängen vom hydraulischen Radius und dem Fließgefälle des Wasserspiegels ab und berücksichtigen sämtliche Fließwiderstände in Form empirischer Beiwerte. Diese sind für jede Fließformel unterschiedlich.
Der meist zu berechnende Abfluss {\displaystyle Q} ergibt sich dann durch Multiplikation der gefundenen mittleren Fließgeschwindigkeit {\displaystyle v_{m}} mit der Querschnittsfläche {\displaystyle A}:
{\displaystyle Q=v_{\mathrm {m} }\cdot A}

## Offene Gerinne

### Fließformel nach Brahms und de Chézy (älteste Formel)
Namensgeber waren Albert Brahms und Antoine de Chézy.
{\displaystyle v=C{\sqrt {R\,I}}}
mit
- der Fließgeschwindigkeit {\displaystyle v} in m/s
- dem Chézy-Koeffizient {\displaystyle C} in m½/s
  - nach Kutter oder
  - nach Bazin
- dem hydraulischen Radius {\displaystyle R=A/U} in m (entspricht bei sehr breiten, flachen Fließquerschnitten ungefähr der Wassertiefe)
  - dem durchflossenen Querschnitt {\displaystyle A} in m²
  - dem benetzten Umfang {\displaystyle U} in m
- dem Fließgefälle {\displaystyle I=h_{\mathrm {f} }/L} in m/m
  - der Höhe {\displaystyle h_{\mathrm {f} }} in m
  - der Länge {\displaystyle L} in m.

### Fließformel nach Gauckler-Manning-Strickler
Die Fließformel nach Gauckler-Manning-Strickler (GMS-Formel, nach Philippe Gaspard Gauckler, Robert Manning und Albert Strickler) ist eine stark empirisch geprägte Weiterentwicklung der Formel nach Brahms und de Chézy. Sie gilt für die üblichen Verhältnisse in offenen Fließgewässern mit guter Genauigkeit:
{\displaystyle {\begin{aligned}v_{\mathrm {m} }&=k_{\mathrm {st} }\cdot R^{\frac {2}{3}}\cdot I^{\frac {1}{2}}\\&=k_{\mathrm {st} }\cdot {\sqrt[{3}]{R^{2}}}\cdot {\sqrt {I}}\end{aligned}}}
mit dem Rauheitsbeiwert nach Strickler {\displaystyle k_{\mathrm {st} }} in m1/3/s für die Gerinnerauheit
oder im angelsächsischen Raum
{\displaystyle v_{\mathrm {m} }={\frac {1}{n}}\cdot R^{\frac {2}{3}}\cdot I^{\frac {1}{2}}}
mit dem Rauheitsbeiwert nach Manning {\displaystyle n=1/k_{\mathrm {st} }}.
Amerikanische Literatur und Berechnungen basieren ggf. nicht auf SI-Einheiten [m], sondern auf der Einheit Fuß [ft] (englisch foot).

#### Rauheitsbeiwert nach Strickler
Der Strickler-Beiwert {\displaystyle k_{st}} ist in Abhängigkeit von der Oberflächenbeschaffenheit, Bewuchs und Querschnittsform zu wählen und ändert sich grundsätzlich mit der Abflusstiefe, da der Einfluss der Böschungsrauheit mit zunehmender Fließtiefe abnimmt. Somit werden summarisch alle Verlust- sowie Reibungseinflüsse erfasst.
Der Strickler-Beiwert wurde von Strickler sowohl im Labor als auch in der Natur experimentell bestimmt. Seine ungewöhnliche Einheit {\displaystyle \mathrm {{\sqrt[{3}]{m}}/s} } hat keine physikalische Bedeutung, sondern wurde so festgelegt, dass die Gleichung dimensionsecht ist.
Typische Flussbett-Werte:
| Oberfläche                                | kst in m1/3/s |
| ----------------------------------------- | ------------- |
| Glatter Beton                             | 100           |
| Gerades Fließgewässer                     | 30–40         |
| Mäandrierendes Flussbett mit Bodenbewuchs | 20–30         |
| Wildbach mit Geröll                       | 10–20         |
| Wildbach mit Unterholz                    | <10           |

#### Beispielrechnung
Der Rhein fließt von Köln, Höhe ca. 50 m NHN, ca. 300 km bis zur Mündung (0 m NHN); hat also ein Gefälle von {\displaystyle I\approx 0{,}167\,\mathrm {Promille} \approx 0{,}000\,167}. Er ist ca. 8 m tief ({\displaystyle R\approx 8\,\mathrm {m} }) und besitzt ein ausgewaschenes Flussbett mit {\displaystyle k_{st}\sim 30\,\mathrm {m^{1/3}/s} }. Dann beträgt die Fließgeschwindigkeit nach Gauckler-Manning-Strickler:
{\displaystyle v=1{,}5\,\mathrm {m/s} =5{,}4\,\mathrm {km/h} }, in guter Übereinstimmung mit der gemessenen mittleren Geschwindigkeit von {\displaystyle 4\,\mathrm {km/h} }.

## Rohrströmungen

### Fließformel nach Darcy-Weisbach
Durch Umformung der Darcy-Weisbach-Gleichung (nach Henry Darcy und Julius Weisbach) ergibt sich:
{\displaystyle v_{\mathrm {m} }={\sqrt {\frac {8\cdot g\cdot R\cdot I}{\lambda }}}}
mit
- der Schwerebeschleunigung {\displaystyle g} in m/s2
- dem hydraulischen Radius {\displaystyle R=D/4} in m
  - dem Rohr-Innendurchmesser {\displaystyle D} in m
- der Rohrreibungszahl {\displaystyle \lambda } (ist – anders als der Strickler-Beiwert – dimensionslos).

Mit einem Parameter {\displaystyle C={\sqrt {\frac {8\,g}{\lambda }}}} entspricht diese Formel der Chézy-Formel.

### Fließformel von Prandtl-Colebrook
Die Formel nach Ludwig Prandtl und Cyril Frank Colebrook gilt für Abfluss in Kreis- oder Nicht-Kreis-Profilen mit Voll- oder Teilfüllung. Sie geht von der Chézy-Formel aus und hat zusätzliche Parameter für die Viskosität von Wasser und die Rauheit des Rohres.
Für kreisrunde, vollständig gefüllte Rohre lautet die Formel:
{\displaystyle v_{\mathrm {m} }=-2\lg \,\left({\frac {2{,}51\cdot \nu }{D\cdot {\sqrt {2\cdot g\cdot I_{\mathrm {E} }\cdot D}}}}+{\frac {k_{Pr}}{3,71\cdot D}}\right)\cdot {\sqrt {2\cdot g\cdot I_{\mathrm {E} }\cdot D}}}
mit
- dem Zehnerlogarithmus {\displaystyle \lg }
- der kinematischen Zähigkeit {\displaystyle {\nu }} des Wassers in m²/s
- dem Rauhigkeitsbeiwert {\displaystyle k_{Pr}} nach Prandtl-Colebrook (hydraulisch wirksame Rauheit der Rohrinnenwandung) in m
- dem Energieliniengefälle {\displaystyle I_{\mathrm {E} }} in m/m.

Für Nicht-Kreisprofile gibt es auch eine Formel, bei denen der Rohrradius durch den hydraulischen Radius (mit anderen Faktoren) ersetzt wird.

## Weitere Fließformeln
Neben diesen eigentlichen Fließformeln gibt es noch weitere für andere Fälle:
- Die Ausflussformel nach dem Gesetz von Torricelli ist eine Formel für den Ausfluss aus einem Behälter oder bei einem Wehr unter dem Schütz hindurch:

{\displaystyle v=\alpha \,{\sqrt {2\,g\,h}}}
mit dem Ausfluss- oder Verlustbeiwert {\displaystyle \alpha }.
- Zur Berechnung des Abflusses bei vollkommenem Überfall von Wehren gibt es die Poleni-Formel. Sie wird als Überfall-Formel bezeichnet und nicht als Fließformel.
- Eine Fließformel für Sickerströmungen ist das Darcy-Gesetz.